# Wikimap
El término wikimap (o en castellano wikimapa) nace de la unión de dos palabras: wiki + map (a). Aparece por primera vez a principio de los años 2000, para indicar algunas páginas web donde se ofrecen informaciones georreferenciadas a través de una interfaz constituida por un mapa. Actualmente se suele usar para referirse a páginas web donde se puede añadir información georreferenciada sobre un mapa digital.

## Wikimap en la disciplina urbanística
Domenico Di Siena en el ámbito de su investigación sobre Participación Ciudadana y Nuevas Tecnologías en la Universidad Politécnica de Madrid lo define como un conjunto de dispositivos digitales e interactivos aplicados a un modelo de gestión del territorio descentralizado que permite a los ciudadanos tomar consciencia de sus acciones y consecuentemente de coordinarlas de manera intencionada. Un conjunto de tecnología y nuevos modelos de gestión de la información que permiten a los ciudadanos informar y estar informados con el fin de fomentar la capacidad de autoorganización propia de las sociedades informadas.
Un wikimap es una plataforma web que utiliza un mapa como interfaz y una base de datos donde se almacenan las informaciones aportadas por sus usuarios (ciudadanos). El software permite a los usuarios añadir información multimedia asociada a un punto geográfico seleccionado en el mapa. Un sistema de valoración de las informaciones y de los participantes, voluntaria o automática, garantiza la calidad de los contenidos y asegura la confianza de los participantes.
El sistema permite compartir con los propios vecinos, de manera inmediata y cotidiana, las imágenes, las impresiones personales, los sonidos, las historias y los paisajes percibidos por los habitantes de una comunidad.
Favorece procesos por los cuales la red se vuelve catalizadora y propiciadora de relaciones sociales que nos permiten conocer más a nuestros vecinos, y entonces fortalecer la comunidad y el sentimiento de pertenencia a ella; procesos que directa o indirectamente, se demuestran capaces de fortalecer la participación ciudadana en la vida social y cultural del propio barrio (ciudad).
Un wikimap define un nuevo tipo de usuario que de momento podemos llamar usuario/ciudadano. Este usuario tiene una calidad más que lo caracteriza con respecto a los usuarios de todas las demás páginas web: se interesa por un espacio real, un espacio físico que es el que en el wikimap se representa. Sus posibilidades, sus acciones tendrán siempre que ver con ese lugar (su barrio, su ciudad).
Resumiendo un wikimap se puede considerar como un buscador, un blog colectivo, un mapa digital o como un sistema de comunicación local, caracterizado por cuatro elementos clave: 1) el papel activo del usuario, que puede ser lector y autor; 2) el carácter local de la información; 3) la georreferenciación de la misma en un mapa del barrio o de la ciudad; 4) sistema de valoración que garantiza la calidad de los contenidos y asegura la confianza de los participantes.
Sin embargo considerando que la tecnología se puede usar para los fines más diversos, en la definición de wikimap aplicada a la disciplina urbanística, Di Siena incluye una indicación de un modelo de uso y de objetivos. Considera un wikimap solo aquellas tecnologías que se usan para la descentralización del modelo de gestión del territorio y que tengan como objetivo fomentar la capacidad de autoorganización propia de las sociedades informadas.

## Wikimap en las administraciones públicas
Uno de los problemas de la vida contemporánea es la desaparición de lo que se define como vida de barrio. Hoy en día probablemente llegamos a reconocer las caras de nuestros vecinos, pero difícilmente nos relacionamos con ellos. Sin conocer a nuestros vecinos es casi imposible que haya vida de barrio. Los espacios público han tenido históricamente la función de soportar el encuentro y la relación entre vecinos. Cuando los vecinos se vuelven desconocidos resulta más difícil relacionarse en estos espacios. Si antes los vecinos nos proporcionaban la seguridad de los espacios públicos del barrio, hoy que esto ya no ocurre, buscamos la misma seguridad en espacios sociales privados, bares, locales y centros de ocio.
Un wikimap se puede usar como dinamizador de actividades sociales para la vida cultural de un barrio o de una ciudad.
Por parte de una administración local puede ser difícil actuar para reactivar la vida en los espacios públicos, justamente porque lo que falla son las mismas raíces que históricamente los dinamizaban. Así que también cuando la administración quiere intervenir financiando actividades culturales en la calle, sus efectos no dejan de ser puntuales, porque no se trata de algo construido por los mismos vecinos. Una manera más eficaz de actuar sería alimentando la iniciativa local, el asociacionismo. Actuar directamente sobre estas raíces, de manera que vuelvan a crecer. Para que pase esto es necesario antes de todo que los vecinos se conozcan más entre sí.
Un wikimap representa una válida herramienta para intervenir y actuar en estos procesos y así ofrecer oportunidades de desarrollo a la vida social y cultural del barrio. No se trata de una alternativa a los clásicos espacios de encuentro entre vecinos. Se trata más bien de una herramienta que permite reconstruir las redes sociales necesarias para que los vecinos retomen las calles del propio barrio. Un wikimap permite a los vecinos conocerse más, permite a los que quieren contar más sobre ellos hacerlo, con el nivel de anonimato que quieren. Con el tiempo puede permitir que vuelvan a construirse las redes social que normalmente animan a un barrio.
Los ayuntamientos podrían perfectamente utilizarlo como una herramienta de participación, utilizándolo como plataforma donde poner en marcha debates públicos a los cuales pueden participar un gran número de ciudadanos. Único requisito sería el acceso a Internet.

## Wikimap como herramienta de análisis
Otra perspectiva de uso de esta herramienta está relacionada con la posibilidad de análisis que ofrece a los profesionales que se ocupan de estudiar los fenómenos urbanos: urbanistas y otros técnicos, políticos y administradores locales.
Toda la información que se puede encontrar en un Wikimap tiene un carácter claramente espontáneo. Los ciudadanos añaden cualquier tipo de información, reflejando en un mapa la memoria histórica local. Esta característica puede ser preciosa como base para determinadas investigaciones o análisis, visto que en general es muy difícil en esta materia encontrar información totalmente objetiva, es decir no influenciada por ningún proceso de acercamiento a los ciudadanos.
Su uso puede resultar interesante también para los políticos. Aunque en general las administraciones públicas (y los políticos en general) no ven muy interesante un sitio caracterizado por la máxima libertad de expresión sobre todo por la posibilidad de ver reflejadas las ideas o propuestas contrarias o alternativas a las que propone el ayuntamiento. Sin embargo si damos la vuelta a este miedo nos podemos dar cuenta de cómo puede resultar una ventaja conocer la opinión de los vecinos acerca de las políticas adoptadas, conocer sobre qué temas se consigue más consenso y sobre cuáles nos enfrentamos con mayores oposiciones. Resumiendo lo que nos puede ofrecer es un mapa del consenso por temas.
El mapa nos enseñará de una forma gráfica los puntos de la ciudad más activos, los puntos con más actividades culturales, los puntos donde se desarrollan más relaciones entre vecinos y las actividades de sus mismos usuarios.

## Wikimap: sinergias entre redes digitales y redes físicas
Históricamente la vida urbana se ha diferenciado de la vida rural por la calidad de sus espacios públicos. Es en ellos donde se producen los encuentros, los intercambios sociales, culturales y económicos de una ciudad, en definitiva intercambios de información, por tanto son el motivo de vivir en comunidad.
Explica Jona Friedman en “Utopías realizables” que una agrupación de personas viviendo en un espacio constituye una ciudad si se produce un número mínimo de encuentros por unidad de espacio y tiempo; según Friedman estos encuentros no pueden rebasar un número crítico a partir del cual la información intercambiada se convierte en ruido. Internet complementa la labor del espacio público físico a la hora de organizar esas informaciones; facilita compartirlas y segregarlas en función de los intereses del receptor.
Con un wikimap se utiliza Internet de una manera más innovadora. No se sustituye lo físico y tampoco se refuerza lo virtual; más bien se intenta crear un puente entre los dos mundos.
Internet se ha utilizado, hasta hoy, sobre todo por su capacidad de acercar lo que solía estar alejado. Ahora se empieza a utilizar a una escala mucho más cercana, como puede ser la de un barrio o de una ciudad. Utilizar Internet a una escala tan pequeña puede ser en realidad muy interesante.
Cuando Internet se relaciona con espacio concreto supone un cambio en su modelo de uso. Internet se puede definir como el espacio virtual por excelencia. ¿Qué pasa si conseguimos que ese espacio virtual se relacione con el espacio real? En este caso no estamos hablando de repetir o simplemente representar en una dimensión virtual un espacio real, nos referimos a la posibilidad de que los dos espacios estén conectados entre ellos, permitiendo que los cambios y las acciones ocurridos en uno influyan también en el otro.

## Proyectos para la realización de wikimap (s)
En el panorama mundial existen varios proyectos que trabajan con herramientas wikimap o parecidas. La mayoría proponen herramientas con un enfoque geográfico mundial, que impide la estrecha relación entre espacio físico y espacio virtual que representa una de las características principales de un wikimap, según como lo define Domenico Di Siena. Promueven una colaboración y una autoorganización de escala global donde una vez más lo que tiene unida la comunidad es un interés común y no un entorno físico representado en el wikimap. De este tipo podemos citar el proyecto Wikimapia (www.wikimapia.com) que propone un servicio de geoetiquetado o el proyecto Panoramio (www.panoramio.com) que propone un servicio de georreferenciación de fotos.
Uno de los primeros ejemplos que más se acerca a esta definición es el proyecto Wikimap Linz (http://wikimap.hotspotlinz.at Archivado el 28 de enero de 2022 en Wayback Machine.) realizado en Austria en la ciudad de Linz por el Ars Electronica Center (http://www.aec.at/). Después de la ciudad de Linz han llegado otras ciudades, entre ellas Madrid Wikimap Madrid (www.wikimap.es) desarrollado por MediaLabMadrid (https://web.archive.org/web/20190809021242/http://www.medialabmadrid.org/) en colaboración con Ars Electronica Center y otros proyectos como por ejemplo la propuesta de la empresa Alianzo para Bilbao con
“Bilbao.bi”.
Otro proyecto es plataforma abierta para la realización de wikimapas llamada “Meipi” (www.meipi.org).
Esta plataforma tiene todas las características que definen un wikimap y ofrece además una herramienta (llamada Meipimatic) que permite a cualquier persona crear su propio wikimap sin necesitar ningún conocimiento de programación de un modo sencillo y al instante como si de un blog se trata.
En el 2010 aparece ikiMap (www.ikimap.com), una red social orientada al trabajo colaborativo sobre mapas y a la posibilidad de compartir los mismos en otras redes sociales tales como Twitter o Facebook.